# السير أندرو كلارك
السير أندرو كلارك هو طبيب وعالم أمراض إسكتلندي، ولد في 28 أكتوبر 1826 وتوفي في 6 نوفمبر 1893.
انتخب لزمالة الجمعية الملكية في يونيو 1885.